# Rhopilema nomadica
Rhopilema nomadica Galil, Spannier & Ferguson, 1990 è una scifomedusa appartenente alla famiglia Rhizostomatidae, proveniente dall'oceano Indiano e dal Mar Rosso.

## Distribuzione
È una specie che viene spesso localizzata in gruppi nel Mar Rosso e nell'oceano Indiano. Nel 1977 è stata localizzata nel mar Mediterraneo, lungo le coste di Israele, in seguito però il suo areale si è esteso anche a parte delle coste del Nord Africa, del mar Egeo e del mar Ionio. La sua diffusione nel Mediterraneo, dove ha avuto accesso molto probabilmente attraverso il Canale di Suez, crea diversi problemi sia alla pesca che al turismo; infatti questa specie è molto urticante e tende, come Rhizostoma pulmo, a diffondersi soprattutto lungo le coste.

## Descrizione
Può arrivare a pesare anche 10 kg e la sua ombrella raggiunge un diametro di 50 cm. È completamente bianca. La Rhopilema nomadica ha un ciclo di vita di due fasi: durante la prima fase vive nella forma di polipo e depone uova nelle profondità del mare per diventare poi una medusa nella seconda fase. Talvolta nelle sue vicinanze possono essere trovati esemplari di Alepes djedaba, che per proteggersi si nascondono tra i suoi tentacoli.